# سیارک ۵۶۸۱
سیارک ۵۶۸۱ (به انگلیسی: 5681 Bakulev، نامگذاری:1990RS17) پنج هزار و ششصد و هشتاد و یکمین سیارک کشف شده‌است که در ۱۵ سپتامبر ۱۹۹۰ کشف شد.
قدر مطلق سیارک برابر ۱۳٫۵۰ است.